# Júlia Komár
Júlia Komár (Timișoara, 25 de enero de 1912 - Buenos Aires, 28 de noviembre de 1976) fue una actriz húngara radicada en la Argentina luego de la Segunda Guerra Mundial.

## Carrera
Júlia Komár nació en Timișoara el 25 de enero de 1912, una localidad que en ese entonces pertenecía al Imperio Austro-Húngaro. Sus padres fueron el Dr. Rudolf Komár y Julianna Csutak.
Inicio su carrera actoral en Miskolc (Hungría). Entre 1930 y 1931 actuó en Cluj-Napoca (Rumania), y posteriormente se trasladó a Budapest. Entre 1932 y 1933 formó parte del elenco del Teatro del Centro de dicha ciudad. Entre 1933 y 1941 actuó en diversos lugares de Europa del Este. En general, participaba en obras de teatro con temas modernos. A partir de 1935 comenzó a participar también en producciones cinematográficas.
El 16 de mayo de 1933, se casó con el actor Antal Páger, quien ya se había divorciado de su primera esposa. La pareja tuvo dos hijas: Judit (nacida en 1940) y Júlia (nacida en 1942). A lo largo de su carrera mantuvo vínculos estrechos con círculos políticos de extrema derecha. Es por ello que la noche del 28 al 29 de marzo de 1945, y antes de que llegaran las tropas soviéticas, debido a su postura política de derechas e incluso antisemitas de su esposo, tuvo que huir con su familia de su país natal, mudándose a Múnich en Alemania, pasando también por Austria y Francia.
El 24 de enero de 1948, ella y su familia se radicaron en Argentina. Formó parte de un contingente de inmigrantes húngaros que llegaron al país en esa época debido a las políticas más laxas que otros países. Así llegaron artistas de diferentes ramas, como el pianista y compositor Ernö Dohnányi, el pintor Lajos Szalay, y actores de teatro , como Júlia Komár y Zita Szeleczky, Olga Eszenyi, Piroska Vaszary, László Szilassy, Miklós Hajmássy o Anna Mária Tahy.
Allí se unió al Teatro Nacional Húngaro de Argentina, al que perteneció entre 1949 y 1954. En 1961 se divorció de su marido Antal Páger, quién regreso a su país, quedando ella en Buenos Aires, y con el tiempo sumiéndose en la pobreza, al mismo tiempo que comenzó a sufrir trastornos psicológicos.
Falleció en Buenos Aires el 28 de noviembre de 1976.